# گویش همشینی
گویش همشینی (Հոմշեցի Homshetsi lizu "زبان همشن", ترکی استانبولی: Hemşince) گوبشی قدیمی از زبان ارمنی غربی است که توسط گروه‌های شمالی و شرقی همشین‌ها -قومی که در شما شرق ترکیه، آبخازیا، روسیه و آسیا مرکزی زندگی می‌کنند. -بدان صحبت می‌شود.